# Ángel Martín Municio
Ángel Martín Municio (Haro, La Rioja, 30 de noviembre de 1923-Madrid, 23 de noviembre de 2002) fue un científico español.

## Biografía
Licenciado en ciencias químicas por la Universidad de Salamanca y en farmacia por la Universidad de Santiago de Compostela, se doctoró en ciencias y en farmacia por la Universidad de Madrid (actualmente Universidad Complutense de Madrid). Fue profesor adjunto de química orgánica en la facultad de ciencias de la Universidad de Madrid (1948-1951) y, más tarde, colaborador e investigador del CSIC y jefe de la sección de bioquímica del Instituto de Química (1951-1967). Realizó estudios en diversas universidades e instituciones extranjeras, como la Rijks Universiteit de Utrecht (1951-1954) o la Medical Research Council de Cambridge (1969).
Catedrático de bioquímica y biología molecular de la Universidad Complutense de Madrid (1967-1989), fue el primer miembro español de la Organización Europea de Biología Molecular desde 1969 y representó a España en la Conferencia Europea de Biología Molecular (1962-1990) y fue su vicepresidente desde 1982 hasta 1990. Fue vicepresidente de la European Language Resources Association (1996) y miembro de diversos patronatos. Presidente de la Real Academia de Ciencias Exactas, Físicas y Naturales. Miembro de la Real Academia Española, ocupó el sillón "o". Fue vicedirector de la misma desde 1992 hasta 1999, año en que fue sucedido por Gregorio Salvador Caja y de las Academias Europea de Artes, Ciencias y Humanidades (1992) y Scientiarum et Artium Europaea (1997); académico correspondiente de las academias de ciencias físicas, matemáticas y naturales de Venezuela (1993), de ciencias de Colombia (1994) y de Ciencias de Rusia (1996); miembro honorario de las academias de ciencias de la República Dominicana (1994) y de la Lengua Española de Colombia (1997), y miembro de honor de la Interamerican Medical and Health Association (1993). Dirigió varias tesis doctorales y es autor de numerosas publicaciones científicas y libros de la especialidad.

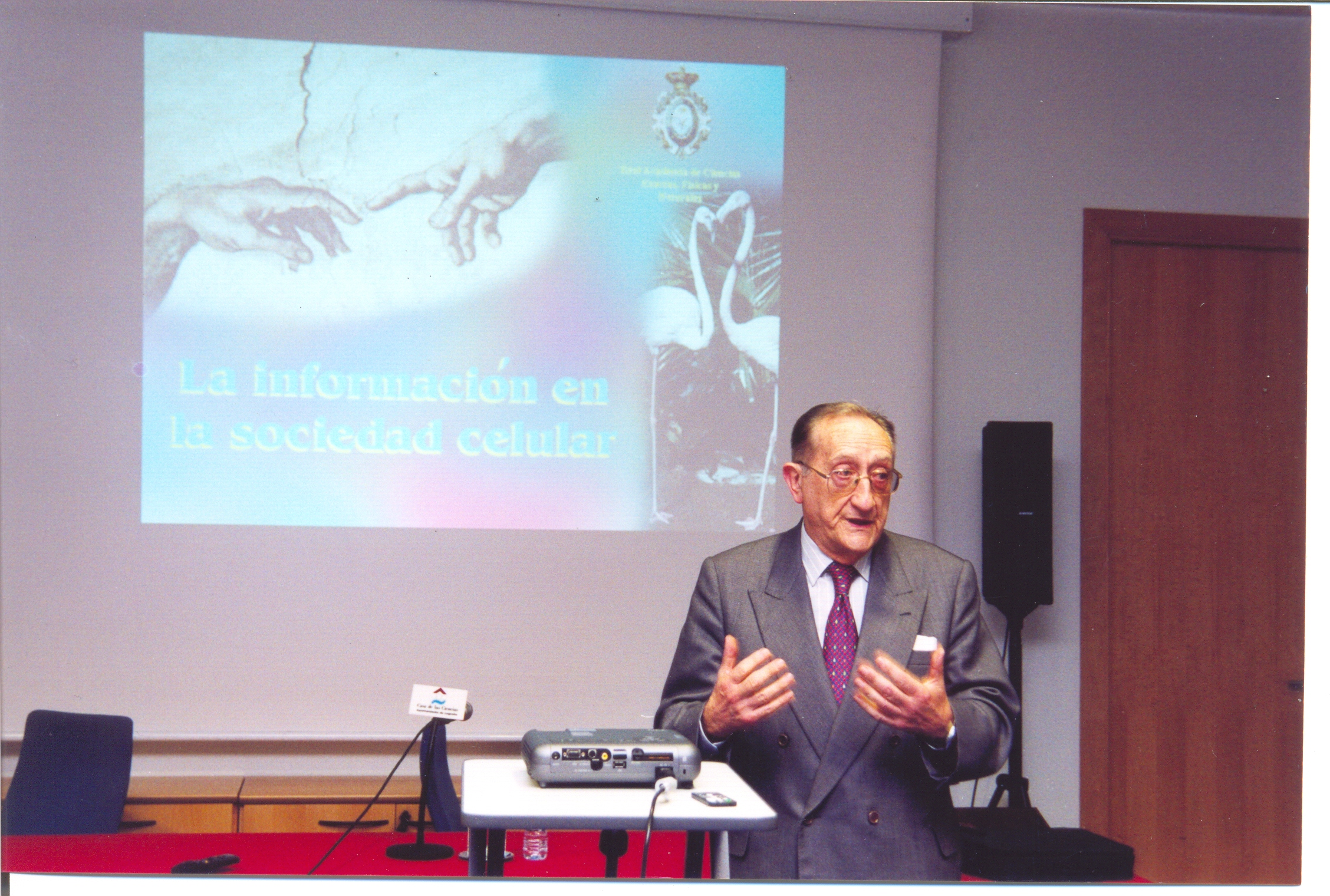
D. Ángel Martín Municio

Estuvo en posesión de la Medalla al Mérito Investigador de la Real Sociedad Española de Física y Química, Cruz de Alfonso X el Sabio, Gran Cruz del Mérito Militar, Medalla de Oro de La Rioja, Medalla de Honor al Fomento de la Invención, Medalla de la Universidad Complutense y Medalla al Mérito del Gobierno de Colombia. Desde el 18 de febrero de 2010 tiene dedicada una plaza en Logroño.

## Obras en español
- Martín Municio, Ángel (1974). Interacciones moleculares. Proyección biológica. Fundación Juan March. ISBN 978-84-400-7177-4.
- — (2003). La investigación en la gran industria: el contexto europeo. Delegacion Española de la Academia Europea de Ciencias. ISBN 978-84-607-9584-1.
- — (1999). Naturaleza, ciencia y cultura. Fundación Antonio de Nebrija. ISBN 978-84-88957-27-6.
- — (1991). Torres Quevedo y su época. Amigos de la Cultura Científica. ISBN 978-84-87635-04-5.
- — (2003). El valor económico de la lengua española. Espasa-Calpe. ISBN 978-84-670-1035-0.
- Martín Municio, Ángel; Colino Martínez, Antonio (2004). Diccionario español de la energía. Ediciones Doce Calles. ISBN 978-84-9744-025-7.
- Martín Municio, Ángel; García Barreno, Pedro (1996). Polimorfismo génico (HLA) en poblaciones hispanoamericanas. Real Academia de Ciencias Exactas, Físicas y Naturales. ISBN 978-84-87125-33-1.
- Cowgill, Robert W.; Pardee, Arthur B.; Martín Municio, Ángel (tr.) (1964). Técnicas de investigación bioquímica. Pearson Alhambra. ISBN 978-84-205-0028-7.
- Martín Municio, Ángel.  Real Academia de Ciencias Exactas, Físicas y Naturales, ed. Discurso Inaugural del año académico 1980-1981. Depósito Legal: M. 36.660-1980.

| Predecesor: Manuel Lora Tamayo                      | Presidente de la Real Academia de Ciencias Exactas, Físicas y Naturales 1985 - 2002 | Sucesor: Carlos Sánchez del Río y Sierra |
| Predecesor: Gonzalo Ceballos y Fernández de Córdoba | Real Academia de Ciencias Exactas, Físicas y Naturales Medalla 23 1967-2002         | Sucesor: Miguel Delibes de Castro        |
| Predecesor: -                                       | Académico de la Real Academia Española Silla o 1984 - 2002                          | Sucesor: Antonio Fernández Alba          |